# 東京海洋大學
東京海洋大学（とうきょうかいようだいがく、Tokyo University of Marine Science and Technology）是位于日本東京都的国立大学。
2003年（平成15年）10月由東京商船大学和東京水産大学合并而成，2004年4月开始招收本科生。
海洋工学部主要研究船舶職員的培训。 海洋科学部主要研究水产和食品。
2016年世界小型大學排行前20名。

## 沿革
- 東京商船大学
- 東京水産大学

## 学部・学科
- 海洋科学部（品川校区：東京都港区港南4-5-7）
  - 海洋環境学科
  - 海洋生物資源学科
  - 海洋食品科学学科
  - 海洋政策文化学科
- 海洋工学部（越中島校区：東京都江東区越中島2-1-6）
  - 海事系统工学科 - 船舶運行技術和信息技術，关于海事的所有技术的研究。
  - 海洋電子機械工学科 - 内外航路的设置运用，维护管理的船舶机械师，大型機械品牌的運用・维护管理，海洋能源系统，机器人，電子制御機器的尖端要素・材料的設計・开发等。
  - 流通情報工学科 – 从工学的角度研究在流通中物資流動及其信息。

## 大学院
- 海洋科学技術研究科 
  - 海洋生命科学专业
  - 食機能保全科学专业
  - 海洋環境保全学专业
  - 海洋系统工学专业
  - 海運物流专业
  - 应用生命科学专业
  - 应用環境系统学专业
  - 食品流通安全管理专业

## 校区
- 海洋科学部
  - 设立于旧東京水产大学校区内。
  - 所在地
  - 〒108-8477　東京都港区港南4-5-7
  - JR山手線品川站徒步15分钟

- 海洋工学部
  - 设立于旧東京商船大学校区内。约10万平方米的占地内，有教室・教育研究室，附属图书馆（藏书数约18万冊），一百周年記念資料館，明治丸（重要文物），船库，保健管理中心等设施。另外有世界最大规模的船雷达，可以根据CG影像的模擬乗船实习。
  - 所在地
  - 〒135-8533　東京都江東区越中島2-1-6
  - JR京葉線越中島站徒步1分钟／地下铁東西線、大江户線 門前仲町站徒步8分钟／地下铁有乐町線、大江户線 月島站徒步6分钟

## 著名校友
- 鈴木善幸 - 第70届日本首相，水産講習所毕业
- 小野寺五典 - 防衛大臣
- 深川清司 - 東洋水産会長、水産講習所毕业
- 柳生博 – 演员、日本野鳥协会会長、東京商船大学肄业
- 鋼琴殺手 – 爐石戰記知名實況主